# Канадський вміст
Канадський вміст (англ. — Canadian content) — політика Канадської комісії з телебачення радіо та телекомунікацій, яка вимагає від радіо та телевізійних мовників (включно з кабельними та супутниковими каналами) транслювати певний відсоток продукту, який було принаймні частково написано, вироблено, виконано або іншим чином створено канадцем. 
Деякі інші країни, наприклад Австралія, застосовують схожу систему квотування. 
Найбільшим рушієм запровадження такої системи в Канаді було побоювання, що без державного регулювання канадська масова культура буде поглинена культурою сусідніх Сполучених Штатів. 
Критики такої політики порівнюють її з протекціонізмом. Втрата захисних вимог щодо квотування канадського вмісту є однією з причин занепокоєння тих, хто виступає проти Транстихоокеанського партнерства. Канада приєдналася до Транстихоокеанського партнерства, багатосторонньої угоди про вільну торгівлю, у жовтні 2012 року.